# Hold My Hand (canción de Sean Paul)
«Hold My Hand» es un sencillo del cantante jamaiquino Sean Paul. Se lanzó el 29 de septiembre de 2009, y fue incluido en el álbum de estudio Imperial Blaze como el octavo sencillo del mismo.
Una versión en español de la canción llamada «Agarrá Mi Mano» fue lanzada en América Latina para promocionar el álbum, aunque la pista no está incluida, la canción ha recibido una exitosa transmisión en las radios de la región. Sin embargo, la versión latinoamericana se puede encontrar en iTunes, y la misma contiene una versión de la canción con las voces de Keri Hilson incluidas.

## Video musical
El videoclip fue estrenado el 9 de diciembre de 2009. Fue dirigido por Little X, que ya había dirigido otros videos musicales, tales como «Get Busy», «Temperature», «Gimme the Light», entre otros. Keri Hilson no aparece en el video, y tampoco sus versos. La actriz y modelo canadiense Shay Mitchell hace su aparición en el video, en el rol de «interés amoroso».

## Lista de canciones
| Vinilo |                          |          |  |
| N.º    | Título                   | Duración |  |
| 1.     | «Hold My Hand»           | 3:26     |  |
| 2.     | «Relationship» (Version) |          |  |

| CD  |                                |          |  |
| N.º | Título                         | Duración |  |
| 1.  | «Hold My Hand» (Album Version) | 3:26     |  |

## Pocisionamiento en listas
| Lista (2009-2010)                 | Mejor posición |
| --------------------------------- | -------------- |
| Bélgica (Ultratip Wallonia)       | 9              |
| Canadá (Canadian Hot 100)         | 82             |
| Francia (SNEP)                    | 3              |
| Alemania (Official German Charts) | 60             |
| Portugal Singles Chart            | 26             |
| Suiza (Schweizer Hitparade)       | 37             |